# Dorwinion
El reino de Dorwinion es, en el legendarium creado por el escritor británico J. R. R. Tolkien, uno de los tantos enigmas que el profesor gustaba dejar a sus lectores.

## Descripción
Se ha dado en llamar Dorwinion a la región ubicada en la parte noroccidental del Mar de Rhûn que tiene como límites a dicho mar por el Este, al río Celduin por el Norte y a un grupo de colinas sin nombre en los mapas, por el sur. Conocida por sus famosos vinos, que muy probablemente se producían en las soleadas tierras del oeste del gran mar, formó parte del territorio de Gondor entre 571 y 1870 TE, siendo probable que hayan sido los gondorianos quienes hayan introducido el cultivo de la vid en la región.
Por su ubicación la Tierra de los Vinos, podía establecer conexiones comerciales con prácticamente toda la región nororiental de la Tierra Media, ya sea a través de las grandes llanuras, que unen la región con el Bosque Negro; o usando la vía fluvial que proporcionan los ríos Celduin y Carnen; y sus respectivas cuencas. Es un hecho que se consumía en las Cavernas del rey Thranduil en el noreste del Bosque Negro puesto que Bilbo Bolsón aprovechó que el viejo Galion, Mayordomo del reino y el Jefe de la Guardia; se embriagaron con él, para poder escapar de las cavernas en los barriles.

## Etimología
El nombre de la región aparece en el mapa de la Tierra Media, elaborado por Pauline Baynes por indicación de Tolkien y se traduce como “Tierra de los Vinos” o “Tierra de los Viñedos”; tratándose, aparentemente, de un nombre Sindarin, dado el elemento Dôr, que significa “Tierra”, “Morada”; raíz NDOR. Lo que no queda claro es si el elemento *win, es del mismo origen; aparentemente, significaría "vinos" o "viñedos" dado que Tolkien lo nombró de esa manera al comunicar el nombre a la Señorita Baynes; pero no está glosada en ningún lado dicha palabra. Los antecedentes hay que buscarlos en Las Baladas de Beleriand en donde se menciona la existencia de una tierra de vinos en el “Ardiente Sur”; y en el Quenta Silmarillion, que menciona a Dorwinion como una pradera de Tol Eressëa. En el primer caso está asociado con el vino, pero en el segundo es poco probable que se refiera a esa bebida.